# Barstowita
La barstowita és un mineral de la classe dels halurs. Rep el seu nom per Richard W. Barstow (1947-1982), col·leccionista i distribuïdor de minerals de Cornualla.

## Característiques
La barstowita és un halur de fórmula química Pb₄(CO₃)Cl₆(H₂O). Va ser aprovada com a espècie vàlida per l'Associació Mineralògica Internacional l'any 1989. Cristal·litza en el sistema monoclínic. La seva duresa a l'escala de Mohs és 3.
Segons la classificació de Nickel-Strunz, la barstowita pertany a «03.DC - Oxihalurs, hidroxihalurs i halurs amb doble enllaç, amb Pb (As,Sb,Bi), sense Cu» juntament amb els següents minerals: laurionita, paralaurionita, fiedlerita, penfieldita, laurelita, bismoclita, daubreeïta, matlockita, rorisita, zavaritskita, zhangpeishanita, nadorita, perita, aravaipaïta, calcioaravaipaïta, thorikosita, mereheadita, blixita, pinalita, symesita, ecdemita, heliofil·lita, mendipita, damaraïta, onoratoïta, cotunnita i pseudocotunnita.

## Formació i jaciments
Va ser descoberta a Bounds Cliff, al districte de Wadebridge, a Cornualla, Anglaterra. També ha estat descrita a Àustria, Grècia, República Txeca, Itàlia, Tunísia i el Kazakhstan.